# Ephedrus
Ephedrus är ett släkte av steklar som beskrevs av Alexander Henry Haliday 1833. Ephedrus ingår i familjen bracksteklar.

## Dottertaxa tillEphedrus, i alfabetisk ordning[1][2]
- Ephedrus angustithoracicus
- Ephedrus blattnyi
- Ephedrus brevis
- Ephedrus californicus
- Ephedrus cavariellae
- Ephedrus cerasicola
- Ephedrus chaitophori
- Ephedrus cheni
- Ephedrus clavicornis
- Ephedrus curtus
- Ephedrus dioscoreae
- Ephedrus dysaphidis
- Ephedrus helleni
- Ephedrus himalayensis
- Ephedrus hyaloptericolus
- Ephedrus incompletus
- Ephedrus jiangsuensis
- Ephedrus koponeni
- Ephedrus lacertosus
- Ephedrus laevicollis
- Ephedrus longistigmus
- Ephedrus mandjuriensis
- Ephedrus meliarhizophagi
- Ephedrus mirabilis
- Ephedrus nacheri
- Ephedrus nelumbus
- Ephedrus niger
- Ephedrus orientalis
- Ephedrus perillae
- Ephedrus persicae
- Ephedrus plagiator
- Ephedrus primordialis
- Ephedrus prociphili
- Ephedrus quadratum
- Ephedrus radiatus
- Ephedrus robustus
- Ephedrus rugosus
- Ephedrus srinagarensis
- Ephedrus tanycoleosus
- Ephedrus transversus
- Ephedrus trichosiphoniellae
- Ephedrus urticae
- Ephedrus vaccinii
- Ephedrus validus